# Political Animals
Political Animals est une mini-série américaine en six épisodes de 43 minutes créée par Greg Berlanti, produite par Laurence Mark (en), et diffusée entre le 15 juillet et le 19 août 2012 sur la chaîne USA Network. Elle suit la vie d'Elaine Barrish (Sigourney Weaver), ancienne Première dame des États-Unis et désormais secrétaire d'État.
Cette série est inédite dans tous les pays francophones.

## Synopsis
Elaine Barrish, une ancienne Première dame et actuel secrétaire d'État, ayant récemment divorcé, doit composer avec les questions du département d'État, tout en essayant de garder sa famille soudée. Elle trouve heureusement une improbable alliée en la personne de Susan Berg, une journaliste qui n'a cessé de s'en prendre à elle tout au long de sa carrière.

## Distribution

### Acteurs principaux
- Sigourney Weaver : Elaine Barrish

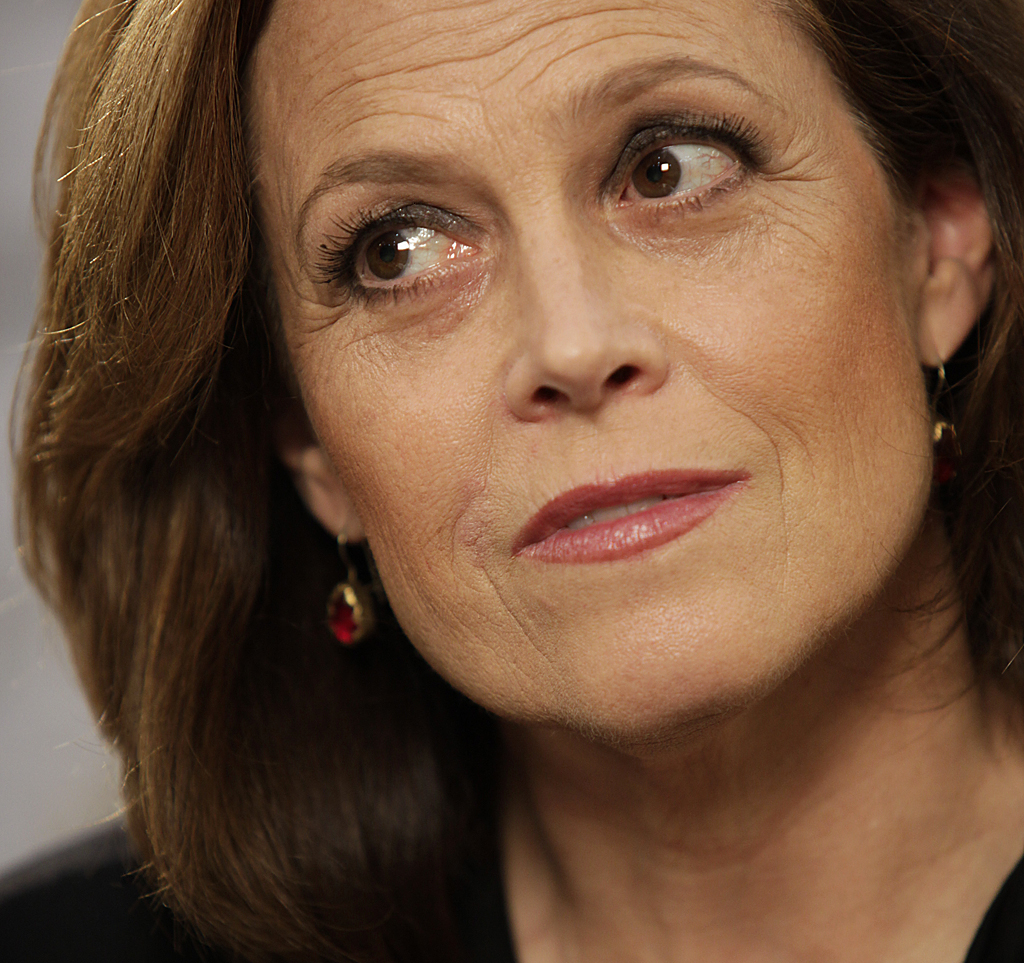
L'actrice principale Sigourney Weaver, l'année de tournage de la série.

- Carla Gugino : Susan Berg, une journaliste
- Ciarán Hinds : Bud Hammond, l'ancien président des États-Unis et ancien mari d'Elaine
- James Wolk : Douglas Hammond, fils d'Elaine et Bud
- Sebastian Stan : T. J. Hammond, fils d'Elaine et Bud
- Ellen Burstyn : Margaret Barrish, mère d'Elaine et ancienne showgirl à Las Vegas.
- Brittany Ishibashi : Anne Ogami, fiancée de Doug

### Acteurs secondaires
- Adrian Pasdar : Paul Garcetti, l'actuel président des États-Unis
- Dylan Baker : Fred Collier, le vice-président des États-Unis
- Dan Futterman : Alex Davies
- Meghann Fahy : Georgia Gibbons
- John Bedford Lloyd : Hal
- Vanessa Redgrave : Diane Nash (épisode 3)
- David Monahan : Congressman Sean Reeves (épisode 4)
- Blair Brown : Mrs. Berg, mère de Susan (épisode 5)

## Production

### Développement
Le projet a débuté à la fin janvier 2012.
Le 2 novembre 2012, la chaîne a annoncé l'annulation de la série.

### Casting
Le casting a eu lieu dès février et s'est déroulé dans cet ordre : James Wolk, Brittany Ishibashi, Sigourney Weaver, Carla Gugino, Sebastian Stan, Ciarán Hinds, Ellen Burstyn.
Parmi les invités : Dan Futterman et Roger Bart, Dylan Baker, Vanessa Redgrave, David Monahan et Blair Brown.

### Fiche technique
- Titre original : Political Animals
- Création : Greg Berlanti
- Réalisation :
- Scénario :
- Direction artistique :
- Décors :
- Costumes :
- Photographie :
- Montage :
- Musique :
- Casting :
- Production : 
  - Production exécutive :
- Société de production :
- Société de distribution (télévision) : USA Network
- Pays d'origine :  États-Unis
- Langue originale : anglais
- Format : couleur - 1,78:1
- Genre :
- Durée : 43 minutes

## Épisodes
1. Pilot
2. Second Time Around
3. The Woman Problem
4. Lost Boys
5. 16 Hours
6. Resignation Day

## Distinctions

### Récompense
- 2012 : Critics' Choice Television Awards : Parmi les 4 séries les plus attendues

### Nomination
- 2013 : Golden Globe de la meilleure actrice dans une mini-série ou un téléfilm pour Sigourney Weaver